# Rami Hamada
Rami Hamada (1993. április 20. –) palesztin labdarúgókapus. Izraelben született, a palesztin válogatott játékosa.

## Pályafutása

### Klubcsapatokban
Első profi szerződését 2012-ben írta alá a Thaqafi Tulkarm csapatánál. 2017-ben a Hilal Al-Quds Clubhoz igazolt, és a 2017–18-as idényben a bajnokcsapat tagja lett.

### A válogatottban
2012-ben behívták a palesztin U-22-es csapatba.
2017. március 22-én mutatkozott be a palesztin válogatottban a Jemen elleni 1-0-ra végződő barátságos mérkőzésen. 2015-ben bekerült a 2015-ös Ázsia-kupa, 2019-ben pedig a 2015-ös Ázsia-kupa keretébe.
2024. január 1-jén bekerült a katari 2023-as Ázsia-kupa palesztin keretébe.

## Sikerei, díjai

### Klubcsapatokkal
- Ciszjordánia Premier League
  - Bajnok (4): 2017–18 , 2018–19 , 2021–22 , 2022–23
- Palesztin kupa
  - Győztes (1): 2017–2018
- Palesztin szuperkupa
  - Győztes (2): 2018, 2019

### Egyéni
- WBPL aranykesztyű
  - Győztes (3): 2016–17, 2017–18, 2021–22